# Кокорин, Вячеслав Всеволодович
Вячесла́в Все́володович Коко́рин (30 мая 1944, Улан-Удэ — 5 октября 2017) — советский и российский театральный режиссёр, актёр, педагог. Заслуженный деятель искусств Российской Федерации (2006). Член Президиума Ассоциации MISHA (США).

## Биография
Родился 30 мая 1944 года в Улан-Удэ.
- 1962—1963 годы — Белорусский театрально-художественный институт, актёрский факультет.
- 1963—1966 годы — военная служба: авиационные войска Закарпатья.
- 1966—1967 годы — Белорусский театрально-художественный институт, актёрский факультет, выпускник.
- 1967—1971 годы — Ленинградский государственный институт театра, музыки и кинематографии, режиссёрский факультет, мастерская В. Андрушкевича, выпускник.
- 1974—1975 годы — Высшие режиссёрские курсы (Москва), художественный руководитель курса — А. А. Гончаров.
- 1981 год — Первый спектакль «Продавец дождя», Иркутский драматический театр имени Н. П. Охлопкова.
- 1982—1988 годы — главный режиссёр Иркутского ТЮЗа.
- 2001—2006 годы — художественный руководитель Екатеринбургского ТЮЗа.
- 2006—2017 годы — художественный руководитель Нижегородского ТЮЗа.

Прах развеян над озером Байкал.

## Постановки в театре
- «Гори, гори, моя звезда» (Ю. Дунский, М. Фрид, А. Митта), Иркутский ТЮЗ.
- «Предместье» (А. Вампилов), Иркутский ТЮЗ.
- «Коттедж» (Ю. Князев), Центр Юджина О’Нила, США.
- «Московские кухни» (Ю. Ким), Омский театр драмы.
- «Гарольд и Мод» (К.Хигинс), Омский театр драмы.
- «Утиная охота» (А.Вампилов), Омский театр драмы.
- «Собаки» (К.Сергиенко), Кукольный театр Улан-Удэ.
- «Ревизор» (Н. Гоголь), Краковский театр.
- «Шантеклер» (Э. Ростан), Фрайбургский театр.
- «Каштанка» (А. Чехов), Екатеринбургский ТЮЗ.
- «Очень простая история» (М. Ладо), Екатеринбургский ТЮЗ.
- «Король умирает» (Э. Ионеско), Омский театр драмы.
- «Изображая жертву» (Братья Пресняковы), Екатеринбургский ТЮЗ.
- «Последние» (М. Горький), Нижегородский ТЮЗ.
- «Ангелочек» (Л. Бэрфус), Нижегородский ТЮЗ.
- «Снежная Королева» (Е. Шварц), Нижегородский ТЮЗ.
- «Новогодний бал для Золушки» (В. Илюхов), Нижегородский ТЮЗ.
- «Слон Хортон» (Д. Сьюз), Нижегородский ТЮЗ.
- «Бременские музыканты» (В. Ливанов, Ю. Энтин), Нижегородский ТЮЗ.

## Театральная педагогика
- С 1982 года Вячеслав Кокорин занимается театральной педагогикой:
  - Вильнюсская Консерватория — мастер курса на театральной кафедре;
  - Иркутское театральное училище — мастер курса;
  - 2002—2006 годы — Екатеринбургский государственный театральный институт — мастер курса;
- Проводил мастер-классы во многих городах России и за рубежом: во Франции, Германии, Швейцарии, США, на Кубе, в Сенегале, Польше.
- 1993—2001 годы — ежегодная «Байкальская театральная школа» с участием стажеров из России, США, Испании, Японии, Дании, Голландии, Англии, Финляндии, Германии.
- Участие в международных конференциях по методу Михаила Чехова:
  - 1994 год — Москва,
  - 1996 год — Берлин,
  - 1998, 1999, 2007 годы — Нью-Йорк.
  - 2012 — Копенгаген — Международная театральная — образовательная программа OPEN WORKSPACE при Датском театре TELLtoJOY.

## Признание
- 1984 год — Диплом конгресса АССИТЕЖ за спектакль «Гори, гори, моя звезда» (Ю. Дунский, М. Фрид, А. Митта).
- 1987 год — Спектакль «Предместье» — лучший на Вампиловском фестивале (Иркутск).
- 2003 год — Спектакль «Каштанка» — лауреат национальной театральной премии «Золотая маска» (Москва).
- 2006 год — Почётное звание «Заслуженный деятель искусств Российской Федерации».
- 2006 год — Член жюри Национальной театральной премии и фестиваля «Золотая маска» (Москва).
- 2007 год — спектакль «Последние» — лауреат Международного фестиваля «Голоса истории» (Вологда), номинант Национальной театральной премии «Золотая маска» (Москва).
- 2007 год — спектакль «Слон Хортон» — лауреат Фестиваля спектаклей для детей «Я—мал, привет!» (Новый Уренгой)
- 2009 год — лауреат премии имени Станиславского в номинации «Лучший театральный педагог».